# Liga Deportiva de Cuenca
Liga Deportiva de Cuenca, conocido también como Liga de Cuenca, antes llamado Liga Deportiva Universitaria de Cuenca, es un equipo de fútbol profesional de la ciudad de Cuenca, fue el segundo equipo profesional de fútbol de la ciudad ecuatoriana de Cuenca, provincia del Azuay, Ecuador en jugar la serie A del fútbol ecuatoriano. Fue fundado el 6 de febrero de 1972 bajo el nombre de Liga Deportiva Universitaria de Cuenca. Actualmente, juega en la Segunda Categoría de Ecuador. En 2020 se inició el proceso de refundación del club; sin embargo, por razones jurídicas y económicas el proyecto se aplazó a inicios de 2022 que finalmente fue refundado como Liga Deportiva de Cuenca Es el equipo con más títulos en la Segunda Categoría del Azuay.
Está afiliado a la Asociación de Fútbol Profesional del Azuay.

## Historia
Liga Deportiva Universitaria de Cuenca (LDU-C), nace como institución y ente jurídico un 6 de febrero de 1972, cuando un grupo de amigos y profesores de la Universidad Estatal de Cuenca deciden formar la institución alba en Cuenca por el fervor que existía en esa época del fútbol profesional en la ciudad.
El escenario fue el aula Magna de la Universidad de Cuenca en donde nace la institución y su primera directiva fue presidida por Marcelo González Moscoso; en la Vicepresidencia Leonardo Espinoza; como Gerente se desempeñó Jorge Iñiguez Flores y el Secretario fue Leonardo Neira Carrasco.
A lo largo de todo este tiempo, el conjunto de Liga Deportiva Universitaria de Cuenca ha tenido muchos logros, pero también tuvo que soportar días difíciles debido a las distintas circunstancias por las que ha atravesado el club, siendo esta última y más difícil hasta el momento el retiro del comodato de su propio estadio.
Liga de Cuenca ascendió a la Serie B por los años 1975 - 1976 y se pudo mantener hasta el año de 1982 en dicha categoría; incluso el conjunto llegó a militar en la Serie A en el año de 1980, siendo esta una gran época donde se vivió momentos inolvidables en la retina de los cuencanos cuando pudieron disfrutar de la verdadera fiesta del fútbol al observar los clásicos morlacos entre el equipo albo y su rival el Deportivo Cuenca.
Indudablemente, uno de los equipos que mayor atracción daba era el que se formó en 1982, era un gran equipo formado por Catalano (arquero argentino); Graciotín (argentino), Bolaños, Ángel Vicuña, Hugo Barrera, Jorge Vélez, Galo Tenemasa, Edgar Germán Domínguez; “Pantera” Rodríguez, Enrique Lanza (argentino) y Néstor Juan Doron (argentino).
Hay varios jugadores que aportaron para Liga de Cuenca, como por ejemplo los porteros Máximo Vera que fue arquero de la Selección Ecuatoriana que militó por 5 temporadas en Liga de Cuenca.
El paraguayo Antonio Serbían fue otro de los grandes porteros que presentó Liga en sus debidos momentos.
En otras posiciones se puede destacar el paso de Gerardo Laterza, Horacio Capielo, Alberto “Beto” Acosta, Juan Carlos Ruiz.
Entre los nacionales se destacan Hugo Barrera, Jorge “Pipo” Vélez, Edgar Domínguez, René “Chocolate” Mora, “Pescado” Zúñiga, Banegas, Coronel, quienes fueron de la cantera de Liga de Cuenca y titulares indiscutibles en cada una de sus épocas.
Uno de los capítulos más “dolorosos” dentro de la historia de Liga de Cuenca sucedió hace ya casi cuatro décadas. Hay que señalar que fue un lamentable error de la directiva de ese entonces, ya que en el año de 1983 se intentó sobornar a un árbitro con el propósito de conseguir algo que Liga ya lo consiguió en la cancha. El hecho fue innecesario, porque en ese tiempo Liga tenía un gran equipo, y antes de aquel partido, Liga ya había asegurado su clasificación a la Serie A y faltaba 2 fechas.
En una de esas fechas se tenía que jugar contra el Deportivo Quevedo de visitante y fue en ese partido lo que provocó la sanción y ese año se debía cerrar con el club América de Quito, pero lamentablemente se fue contra la ética y estamentos del fútbol teniendo como sanción el descenso obligatorio a segunda división del fútbol nacional.
A finales de la década de los años 70, las estadísticas indican que el cuadro de Liga Deportiva Universitaria de Cuenca llevaba más gente al escenario deportivo de la provincia, como es el “Alejandro Serrano Aguilar”, que el propio Deportivo Cuenca. Esto debido a una identidad que tenía Liga con la afición cuencana y sobre todo por ser el equipo propio de la Universidad Estatal y única en la ciudad. 
Durante estos años el equipo ha ido recuperando esa identificación y se espera que se sigan sumando y la hinchada de Liga de Cuenca siga creciendo de a poco.
En el 2007, Liga Deportiva Universitaria de Cuenca ascendió a la Serie B tras 18 años.
En el 2008, Liga Deportiva Universitaria de Cuenca volvió a jugar la Serie B del fútbol profesional con un gran equipo dirigido por el argentino Patricio Lara. Durante ese año, en la primera fase se ubicó en cuarto lugar, pero lamentablemente por problemas económicos, ya que no asistió mucha gente a apoyar en las gradas del escenario deportivo y también por problemas dirigenciales provocaron que nuevamente se bajó a Segunda Categoría perdiendo como local 0 a 2 frente al Aucas en la última jornada, ubicándonos finalmente en el undécimo lugar. 
En ese mismo año se vio por primera vez la barra brava denominada «Sangre Blanca» donde sus principales protagonistas fueron José Carlos Rodríguez Pizarro, conocido como «Cheito»; Christian Patricio Torres Sacoto conocido como «el Taxman» y David Agustín Muñoz Salcedo conocido como «Davincho» quienes gritaron sin parar acompañando al equipo a todas sus participaciones. Christian Torres siguió acompañando los años siguientes hasta su desaparición con la esperanza de que el equipo vuelva a jugar. 
En el año 2015, Liga de Cuenca dejó de participar en los torneos de Segunda Categoría por problemas administrativos y financieros. El Consejo Cantonal de Cuenca, encabezado por el alcalde Marcelo Cabrera, en un acto todavía discutido, quita el manejo del estadio de Cazhapata a la institución, desencadenando la debacle. El mismo Alcalde que 10 meses antes había renovado el comodato para cuarenta años más y que posteriormente cede a la Guardia Ciudadana.

### Refundación
En 2020 se inició el proceso de refundación del club; sin embargo, por razones jurídicas y económicas el proyecto se aplazó a inicios de 2022 que finalmente fue refundado como Liga Deportiva de Cuenca en ese mismo año logró participar en la Segunda Categoría quedando en cuarto lugar a nivel provincial y en los 32vos de final a nivel nacional.
En 2023 logró ser campeón de la Segunda Categoría a nivel provincial, en primera instancia el equipo quedó fuera de la fase nacional debido a la polémica de los clubes regularizados que se realiza en la Federación Ecuatoriana de Fútbol, sin embargo el club apeló la decisión y pudo participar en el torneo, quedando en los 32vos de final a nivel nacional.

## Rivalidades
El de Liga Deportiva Universitaria de Cuenca ha tenido un solo rival eterno desde su creación hasta cuando se mantuvo en instancias mayores del fútbol profesional, me refiero al Deportivo Cuenca; en aquellas épocas se disputaba el «Clásico morlaco», en donde los partidos tenían la característica de tener un lleno total en el Alejandro Serrano Aguilar o estadio del Ejido, partidos que eran disputados desde el comienzo hasta el final con ímpetu de solo la victoria. Lamentablemente, no se ha dado paso a este compromiso como clásico por varias circunstancias, la primera porque debido a que los dos equipos ya no se encuentran en la misma liga de fútbol y segundo por discrepancias entre dirigentes de ambos elencos.

## Estadio

### Estadio Alejandro Serrano Aguilar
El Estadio Alejandro Serrano Aguilar, propiedad de la Federación Deportiva de Azuay, es el estadio donde juega de local el Deportivo Cuenca. Su capacidad es para 16 540 personas reglamentariamente y se encuentra ubicado en la ciudad de Cuenca, en la Av. del Estadio y José Peralta.
Este estadio fue inaugurado el 3 de noviembre de 1945 con el nombre de Estadio Municipal El Ejido, cambiándose en 1971 por el de Estadio Alejandro Serrano Aguilar en honor a Alejandro Serrano Aguilar, alcalde de Cuenca y presidente del club en ese entonces. Desde 2015 hasta la actualidad se lo conoce por el nombre comercial Estadio Alejandro Serrano Aguilar Banco del Austro.

### Estadio Municipal Cazhapata
El equipo azucena, pese a tener un estadio propio como era el conocido Estadio Municipal de Cazhapata, propiedad que fue retirada por la municipalidad de la ciudad, Liga Deportiva Universitaria de Cuenca siempre disputaba sus compromisos de local en el Estadio Alejandro Serrano Aguilar, de la capital azuaya a excepción de los partidos de segunda división de carácter local.

## Nueva Filosofía
La filosofía de Fénix se basa en la idea de que, aunque pueda haber momentos de adversidad y fracaso, siempre es posible levantarse de nuevo y renacer de las cenizas. Como equipo, nos inspiramos en la fuerza y determinación del mito del fénix para enfrentar los desafíos que se presenten, y mantenernos firmes en la consecución de nuestros objetivos.

## Datos del club
- Puesto histórico: 51.° (51.° según la RSSSF)[10]
- Temporadas en Serie A: 2 (1977-II, 1980-II).[11]
- Temporadas en Serie B: 10 (1975-1977-I, 1978-1980-I, 1981-1982-I, 1989, 2008).[11]
- Temporadas en Segunda Categoría: 37 (1972-1974, 1983-1988, 1990-2007, 2009-2014, 2022-presente).
- Peor puesto en la liga: 10.° (1977-II y 1980-II).
- Mayor goleada en contra en torneos nacionales:
  - 7 - 1 contra El Nacional (18 de noviembre de 1977).[12]
- Máximo goleador histórico:
- Máximo goleador en torneos nacionales:
- Primer partido en torneos nacionales:
  - Emelec 2 - 0 Liga Deportiva Universitaria de Cuenca (en 1977 en el Estadio Modelo Alberto Spencer).[12]

## Palmarés

### Torneos nacionales
| Competición              | Títulos | Subcampeonatos |
| ------------------------ | ------- | -------------- |
| Serie B de Ecuador (1/1) | 1977-I. | 1980-I.        |

### Torneos provinciales
| Competición                        | Títulos                                                                                            | Subcampeonatos                      |
| ---------------------------------- | -------------------------------------------------------------------------------------------------- | ----------------------------------- |
| Segunda Categoría del Azuay (15/6) | 1972, 1974, 1985, 1987, 1988, 1990, 1995, 1996, 1998, 2002, 2004, 2005, 2007, 2010, 2023. (Récord) | 1983, 1984, 1986, 1992, 2003, 2006. |